# Сакуракай
Сакуракай (яп. 桜会) — ультранационалистическое тайное общество, основанное молодыми офицерами японской армии в сентябре 1930 года. Целью общества было изменение политики государства в сторону милитаризма и тоталитаризма, в том числе посредством государственного переворота в случае необходимостив ответ на коррупцию в высших эшелонах власти. Декларируемой целью Сакуракай была «Реставрация Сёва» (яп. 昭和維新 сё:ва исин), которая сделала бы Хирохито военным диктатором, свободным от политических партий и бюрократов.
Во главе Сакуракай стояли подполковник Кингоро Хасимото, тогда бывший начальником русского департамента в генштабе армии, и Исаму Тё, при поддержке Садао Араки. Общество изначально насчитывало десять членов, все они были действующими старшими офицерами армии, позже к ним присоединились старшины и младшие офицеры, и к февралю 1931 года в организации было около 50 человек; к октябрю их число возросло до, предположительно, нескольких сотен. Одним из известных членов Сакуракай был будущий премьер-министр Японии Куниаки Коисо.
В 1931 году члены Сакуракай пытались совершить переворот дважды: в марте и октябре. После ареста лидеров в результате провала октябрьского инцидента общество распалось, а многие его члены перешли в армейскую группировку Тосэйха.